# 썸데이 (드라마)
《썸데이》(Someday)는 2006년 11월 11일부터 2006년 12월 29일까지 OCN에서 방영된 텔레비전 드라마이다. 이 드라마는 《연애시대》로 호평을 받은 제작사 옐로우필름이 만든 작품으로, 국내외 아름다운 풍광을 배경으로 한 감각적인 영상과 참신한 대사를 통해 진정한 사랑을 찾아가는 젊은 남녀의 진솔하고 애절한 사랑을 그렸다.
일본 만화가 야마구치 하나가 한국인 임석만과 사랑하면서 조상의 발자취를 찾아 떠나는 과정을 애니메이션과 드라마를 혼합한 독특한 형식으로 사전 제작되었다. 2007년 일본 컴스탁 그룹과 일본 내 TV방영권, 비디오그램 판권을 포함한 기타 부가판권 계약을 체결하였고, 2009년에는 OBS경인TV를 통해 지상파 드라마로 방영했다.

## 줄거리
데뷔 3년차인 만화가 야마구치 하나는 사랑의 열풍이 몰아치는 요즘 시대에, 사랑에 대한 냉정하고 예리한 분석으로 사랑의 해부학자라는 별명을 얻는다. 하지만 어느 날 의욕적으로 작업한 작품이 연재중이던 잡지에서 갑자기 중단되면서 위기가 찾아온다. 하나의 할머니는 의기소침해 있는 하나에게 편히 쉬었다 오라며 서울행 비행기표를 건넸다.
서울에 온 하나는 이웃집 할머니 구미코와 할아버지 영길의 이야기가 궁금해져 이들의 과거를 찾기로 결심한다. 그러던 중 흥신소 일을 하는 석만과 연락이 닿고, 석만을 찾아 진표가 일하는 병원으로 찾아간다.
만화 마니아면서 하나가 그린 만화의 광팬인 진표는 하나에게 관심을 보이며 호의를 베풀지만, 하나는 단호하게 거절하고 석만과 함께 취재 여행을 떠나게 된다. 진표는 생전 처음 석만에게 느끼는 질투에 당혹스러워한다. 그리고, 이를 지켜 본 진표의 친구이자 애니메이션 프로듀서인 혜영은 이야기꾼으로 손색 없는 구성 능력을 지닌 석만에게 흥미를 느낀다.

## 등장 인물

### 주요 인물
- 배두나: 야마구치 하나 역
- 김민준: 고진표 역
- 이진욱: 임석만 역
- 오윤아: 정혜영 역

### 그 외
- 신구: 오 사장 역
- 정영숙: 하나의 외할머니 역
- 전성환: 영길 역
- 예수정: 구미코 역
- 이주실: 송여사 역
- 박철호: 진욱의 아버지 역
- 박명신: 진욱의 어머니 역
- 박동민: 형인 역
- 송지영: 백은주 역
- 안여진: 숙현 역
- 김소라: 사치코 역
- 이영희: 한영숙 역
- 오정세: 서정준 역
- 송지영: 박 팀장 역
- 박주형: 재욱 역
- 송준호: 정하용 역
- 유재량: 유재량 역
- 이재빈: 정혜영의 여비서 역
- 심운보: 임석만의 아버지 역
- 정희라: 임석만의 어머니 역
- 성정선: 부산댁 역
- 권웅: 진욱 역
- 윤원석: 재덕 역
- 강신일: 재덕의 아버지 역
- 김미경: 재덕의 어머니 역
- 다다키 료스케: 편집장 역

## 방송 일자
| 매체      | 방송 채널 | 방송일                              | 방송 시간                           |
| --------- | --------- | ----------------------------------- | ----------------------------------- |
| 유료 방송 | OCN       | 2006년 11월 11일 ~ 2006년 11월 19일 | 토 · 일요일 밤 10시 ~ 11시          |
| 유료 방송 | OCN       | 2006년 11월 24일 ~ 2006년 12월 29일 | 금요일 밤 11시 ~ 1시                |
| 지상파    | OBS       | 2009년 4월 1일 ~ 2009년 5월 7일     | 수 · 목요일 밤 11시 ~ 12시          |
| 지상파    | OBS       | 2009년 5월 13일 ~ 2009년 6월 4일    | 목요일 밤 11시 ~ 12시               |
| 지상파    | OBS       | 2009년 11월 14일 ~ 2010년 1월 3일   | 토 · 일요일 심야 시간대             |
| 지상파    | OBS       | 2011년 1월 17일 ~ 2011년 3월 8일    | 월 · 화요일 밤 12시 30분 ~ 1시 30분 |

## 특이 사항
- 2008년 6월 4일과 그 해 6월 27일에 DVD가 포니캐년 사를 통해 일본에 출시되었다.